# Моніка Поттер
Моніка Поттер (англ. Monica Potter, уроджена Моніка Грегг Броуко, англ. Monica Gregg Brokaw; нар. 30 червня 1971, Клівленд, Огайо, США) — американська актриса, номінант на премію «Золотий глобус» в 2014 році за роль у драматичному серіалі «Батьківство».

## Життя і кар'єра
Народилася 30 червня 1971 року в американському місті Клівленді, штат Огайо. Батько — винахідник, мати — секретарка. Має трьох сестер. З 12 років Моніка почала займатися модельним бізнесом. Вона дебютувала в 1994 році в денній мильній опері «Молоді і зухвалі».
З 1990 по 1998 рік була одружена з Томом Поттером, від якого має двох синів (Денні і Ліам). З 2005 року одружена з Деніелом Крістофером Еллісоном, з якими виховує доньку Бриджіт Моллі (нар. 2005).
У другій половині дев'яностих, почала свою кар'єру на великому екрані, де виконувала головні жіночі ролі в таких картинах як «Повітряна в'язниця», «Прохолодне, сухе місце», «Цілитель Адамс», «Небеса або Вегас», «Голова обертом» та «І прийшов павук». У 2003 році вона перемістилася на телебачення, де знялася в першому сезоні серіалу «Юристи Бостона». Також у була регулярна роль другого плану в серіалі 2009 року «Вір мені», який був закритий після одного сезону.
З 2010 по 2015 рік знімалася в телесеріалі «Батьківство». У четвертому сезоні шоу Поттер привернула до себе значну увагу з боку преси завдяки сюжетної лінії, де її героїня болісно бореться з раком. Деякі критики відзначили, що її гра гідна Премії «Еммі» за найкращу жіночу роль другого плану в драматичному телесеріалі. Номінацію на «Еммі» вона так і не отримала, незважаючи на те, що була основним претендентом на нагороду серед критиків. Також вона отримала премію «Вибір телевізійних критиків» за найкращу жіночу роль другого плану в драматичному серіалі, а також номінувалася на Премію «Золотий глобус» за найкращу жіночу роль другого плану — міні-серіал, серіал або телефільм і премію Асоціації телевізійних критиків за особисті досягнення у драмі в 2013 році.

## Фільмографія

### Кіно
| Рік  | Назва українською      | Назва англійською                       | Роль             | Примітки          |
| ---- | ---------------------- | --------------------------------------- | ---------------- | ----------------- |
| 1996 | Куленепробивний        | Bulletproof                             | Байкер           |                   |
| 1997 | Повітряна тюрма        | Con Air                                 | Трисия За        |                   |
| 1998 | Прохолодне, сухе місце | A Cool, Dry Place                       | Кейт Даррел      |                   |
| 1998 | Дещо про Марту         | Martha, Meet Frank, Daniel and Laurence | Марта            | Британський фільм |
| 1998 | Без меж                | Without Limits                          | Мері Маркс       |                   |
| 1998 | Цілитель Адамс         | Patch Adams                             | Корінн Фішер     |                   |
| 1999 | Небеса або Вегас       | Heaven or Vegas                         | Лілі             |                   |
| 2001 | Голова обертом         | Head Over Heels                         | Аманда Пірс      |                   |
| 2001 | І прийшов павук        | Along Came a Spider                     | Джеззі Фленніган |                   |
| 2002 | Любов з нагоди         | I'm with Lucy                           | Люсі             |                   |
| 2004 | Пила: Гра на виживання | Saw                                     | Елісон Гордон    |                   |
| 2008 | Нижча освіта           | Lower Learning                          | Лаура Бухвальд   |                   |
| 2009 | Останній будинок зліва | The Last House on the Left              | Емма Коллінгвуд  |                   |

### Телебачення
| Рік       | Назва українською             | Назва англійською             | Роль                | Примітки |
| --------- | ----------------------------- | ----------------------------- | ------------------- | --- |
| 1994      | Молоді та зухвалі             | The Young and the Неспокійний | Шарон Ньюман        | |
| 2003      | Хроніки коробки для сніданків | The Chronicles Lunchbox       | Кейт                | Пілотний епізод |
| 2004      | Оборотні помилки              | '                             |                     | Міні-серіал |
| 2004-2005 | Юристи Бостона                | Boston Legal                  | Лорі Колсон         | 21 епізод Номінація — Премія Гільдії акторів США за найкращий акторський склад у комедійному серіалі (2006) |
| 2007      | Служити і захищати            | Protect and Serve             | Ліззі Бореллі       | Пілот |
| 2009      | Вір мені                      | Trust Me                      | Сара Крайчек-Хантер | 13 епізодів |
| 2010-2015 | Батьківство                   | Parenthood                    | Крістіна Брейверман | Регулярна роль, 103 епізоди Премія «Вибір телевізійних критиків» за кращу жіночу роль другого плану у драматичному серіалі (2013) Номінація — Премія «Золотий глобус» за найкращу жіночу роль другого плану — міні-серіал, серіал або телефільм (2014) Номінація — Премія Асоціації телевізійних критиків за особисті досягнення у драмі (2013) Номінація — TV Guide Award за найкращу жіночу роль у драматичному серіалі (2013) |
| 2018      | Колективний розум             | Wisdom of the Crowd           | Алекс Гейл          | Регулярна роль |